# Juhani Aaltonen
Juhani Antero Aaltonen [ˈjuhɑni ˈɑntɛrɔ ˈɑːltɔnɛn] (* 12. prosince 1935, Kouvola) je finský jazzový saxofonista a flétnista.

## Životopis
Aaltonen se nejprve školil na hornistu. V roce 1961 začal na Sibelliově akademii studovat hru na klasickou flétnu pokračoval na Berklee College of Music v Bostonu. Po návratu do Finska působil v duu s Edwardem Vesalou; dalšími spoluhráči byli Henrik Otto Donner, Heikki Sarmanto a Seppo Paakkunainen a začal se učit jako samouk na saxofon. V roce 1968 se stal jazzovým hudebníkem roku. 1974 vydal první sólové album Etiquette.
V období 1975 až 1986 působil v uskupení UMO. Mezi jeho spolupracovníky patřili Jan Garbarek, Charlie Mariano, Edward Vesala, Peter Brötzmann, Tomasz Stańko, Jukka Tolonen a Arild Andersen.
V letech 1990 až 1992 byl součástí kvarteta (Olli Ahvenlahti, Heikki Virtanen a Reino Laine). S albem Mother Tongue vyhrál 2003 cenu Jazz-Emma (finskou Grammy).

## Diskografie
- Etiquette, 1974
- Strings, 1976, spoluhráč Henrik Otto Donner
- Déja Vu, 2000, spoluhráči Art Farmer, Heikki Sarmanto, Pekka Sarmanto, Jukkis Uotila a Tapio "Mongo" Aaltonen
- Rise, 2001, mit Heikki Sarmanto
- Mother Tongue, 2003, spoluhráči Ulf Krokfors a Tom Nekljudow
- Strings Revisited, 2003, spoluhráči Reggie Workman, Andrew Cyrille a Avanti! komorní orchestr
- Suhka, 2003, spoluhráči Jone Takamäki, Jouni "Tane" Kannisto, Verneri Pohjola, Patrik Latvala, Seppo Kantonen, Jarmo Savolainen, Pekka Nylund, Antti Hytti, Ulf Krokfors Tom Nekljudow a Stefan Paavola
- Reflections, 2004, spoluhráči Reggie Workman a Andrew Cyrille
- Wonders Never Cease, 2005, spoluhráč Mikko Iivanainen a Klaus Suonsaari
- Illusion of Ballad, 2006, spoluhráči Ulf Krokfors a Tom Nekljudow
- Juhani Aaltonen / Heikki Sarmanto: Conversations (TUM, 2012)